# Konstanty Plisowski
Il barone Konstanty Plisowski (Nowosiółki, 8 giugno 1890 – Charkiv, primavera 1940) è stato un generale polacco.

## Biografia
Apparteneva ad una famiglia della piccola nobiltà feudale polacca: suo padre, il barone Ludwik, era ufficiale medico nell'esercito russo, mentre sua madre discendeva dall'antica famiglia dei Ravič ed era pronipote del noto drammaturgo, filosofo e patriota Julian Ursyn Niemcewicz, che aveva attivamente partecipato alla rivolta di Novembre, nel 1831.
Plisowski viaggiò al seguito del reggimento in cui il padre era ufficiale medico in alcune delle zone periferiche dell'Impero russo, in Moldavia, Georgia e Carelia; dopo aver compiuti gli studi universitari all'Università di San Pietroburgo, dal 1908 entrò come ufficiale di cavalleria nell'esercito russo, e promosso maggiore all'inizio della prima guerra mondiale, durante la quale si legò ad un gruppo di militari che speravano in una possibile indipendenza della Polonia, decidendo di passare al campo avverso, quello austriaco, e fece parte della IV Legione Polacca, divenendo poi colonnello del vero e proprio esercito polacco appena dichiarata l'indipendenza.
Ebbe anche un ruolo importante nella guerra polacco-ucraina al fianco delle truppe del generale Bronislaw Bohatyrewicz, e la sua fama fu molto diffusa in Europa per l'aver guidato l'eroica carica di un reggimento di ulani dell'esercito polacco, la cosiddetta carica di cavalleria di Jzlowiec, che lo rese un eroe in Polonia e un uomo di fama europea, tanto da essere promosso brigadier generale sul campo. La vera realizzazione militare di Plisowski si ebbe però durante la guerra sovietico-polacca del 1920: il generale era stato allontanato da Varsavia per aver avuto disaccordi con il regime dittatoriale del maresciallo Józef Piłsudski, e gli era stato affidato il comando di una brigata di cavalleria nell'esercito del generale barone Rómmel; Pilsowski diresse vittoriosamente la battaglia di Komarow contro le truppe di Budënnyj, che lo rese il vero e proprio vincitore della guerra; malvisto dal governo a causa di questa vittoria che gli procurò un eccessivo seguito nell'esercito ma anche per le sue idee democratiche, fu nuovamente allontanato da Varsavia e divenne rettore della Scuola Militare di Varsavia, uno dei più prestigiosi istituti militari europei.
Pilsowski fu uno dei comandanti dell'estrema difesa polacca all'avanzata dei tedeschi e dei sovietici in seguito al patto Molotov-Ribbentrop, e impegnò il corpo d'armata del generale Heinz Guderian nella battaglia di Brest-Litvosk, conseguendo una cocente sconfitta. Imprigionato dalla polizia sovietica il 28 settembre 1939, fu internato nel campo di prigionia di Starobielsk con il suo ex superiore generale Leonard Skierski, dove fu assassinato durante il massacro di Katyn'.